# Айнхаузен (Гессен)
Айнхаузен (нем. Einhausen) — община в Германии, в земле Гессен. Подчиняется административному округу Дармштадт. Входит в состав района Бергштрасе. Население составляет 6115 человек (на 31 декабря 2010 года). Занимает площадь 26,67 км².